# تراست (کسب‌وکار)
تراست (به انگلیسی: Trust) از اتحاد چند شرکت که کالایی مشابه به هم تولید می‌کنند و سهم عمده‌ای از بازار را در اختیار دارند به وجود می‌آید. تراست سهام شرکت‌هایی را که در آن عضو هستند، به صورت امانت نگه می‌دارد، امّا مالکیت سهام برای خود شرکت‌ها باقی می‌ماند. امّا شرکت‌ها استقلال مالی، فنی و بازرگانی خود را از دست می‌دهند و تمام امکانات و قدرت عمل آن‌ها در تراست متمرکز می‌شود. وظیفه اصلی تراست کنترل امور شرکتهای عضو از طریق کنترل آرای سهامداران آن شرکت‌ها، انتصاب مدیران و اعمال نظارت مرکزی بر امور یکایک آن‌ها است، به نحوی که حداکثر سود تراست حاصل شود و در نهایت این سود میان اعضا تقسیم گردد.
این تراست‌ها گاهی در قالب مفهوم حقوقی تراست ایجاد می‌شوند.
وقتی تراست‌ها اتحادیه تشکیل دهند به آن اتحادیه کنسرن گفته می‌شود. این واحدهای اقتصادی بزرگ در کشورهای سرمایه‌داری از قدرت زیادی برخوردار بوده‌اند و همیشه عامل تسلط صنعتی، بازرگانی و نظامی بر کشورهای دیگر می‌باشند. یکی از کنسرن‌های بزرگ در آمریکا شرکت جنرال موتورز است که از ادغام واحدهای خودروسازی و کارخانه‌های ذوب‌آهن و تهیه فولاد و مؤسسات لاستیک‌سازی بی.اف.گودریچ و جنرال تشکیل شده‌است و حتّی منابع مالی مورد نیاز خود را از طریق بانکهای وابسته به خود تأمین می‌کند.
انگلیس نیز تا پیش از جنگ جهانی دوم با استفاده از دو تراست نفتی خود ، شرکت نفت ایران و انگلیس و شرکت رویال داچ‌شل با این‌که حتّی یک حلقه چاه نفت در خاک خود نداشت، دومین تولیدکنندهٔ نفت در سطح جهان به‌شمار می‌رفت. ژاپن نیز به تحریک سه تراست بزرگ خود یعنی میتسویی که کنترل‌کننده بیش از ۵۰٪ تجارت خارجی ژاپن بود و میتسوبیشی و مانیگو که در ارتش و دولت نفوذ زیادی داشتند، وارد جنگ جهانی دوم گردید. در آلمان نیز هیتلر با حمایت شش کنسرن بزرگ که کلاً ۹۸٪ تولید چدن و ۸۵٪ تولید فولاد آلمان را در اختیار داشتند، جنگ جهانی دوم را آغاز کرد.
با این رویه رقابت در کشورهای سرمایه‌داری تبدیل به انحصار گردید و برای مقابله با تراست باید قوانینی ضدّ انحصار به وجود می‌آمد، که یکی از معروف‌ترین این قوانین «قانون ضد تراست شرمن» می‌باشد که در سال ۱۸۹۰ در آمریکا به تصویب رسید.